# Jokosuka D4Y
Jokosuka D4Y Suisei (japonsky: 彗星, Kometa) byl japonský jednomotorový dvoumístný palubní střemhlavý bombardér užívaný ve druhé světové válce japonským císařským námořním letectvem. Spojené státy americké používaly k jeho označení kódové jméno Judy.

## Vývoj
Podkladem pro vývoj nového typu střemhlavého bombardéru se stal Heinkel He 118 V4 (DX He1), ovšem tento letoun se při zkouškách v Japonsku rozpadl a licenční výroba byla zamítnuta. Japonci se však vydali vlastní cestou a začali na podkladě německého stroje konstruovat svoje vlastní prototypy. První z nich vzlétl v prosinci roku 1940 poháněný německým dvanáctiválcovým vidlicovým motorem Daimler-Benz DB 600. Další čtyři prototypy s motory DB 600G, lišící se pouze v detailech, následovaly v roce 1941. Pevnou hlavňovou výzbroj tvořila dvojice kulometů typ 97 ráže 7,7 mm, uložená v trupu před kabinou, a jeden pohyblivý kulomet typ 1 ráže 7,92 mm v zadní kabině. Nosnost pum činila 560 kg na krátkou vzdálenost. 
Sériovou výrobou byla pověřena firma Aiči, ovšem pro nálety se stroje zatím nehodily. Byly modifikovány jako palubní průzkumné D4Y1-C bez možnosti nést pumy s leteckou kamerou K-8 a vyráběly se v omezeném počtu. Za pohonnou jednotku byl zvolen invertní kapalinou chlazený dvanáctiválcový vidlicový motor Aiči AE1A Acuta 12 s výkonem 895 kW při vzletu. 1. námořní letecký technický arzenál v Jokosuce, kterému byla zakázka svěřena, neměl v této době volné výrobní kapacity, proto byly D4Y1-C po dvanácti kusech ověřovací série stavěny v továrně Aiči Tokei Denki K.K. v Eitoku.
Teprve v březnu roku 1943 se začal vyrábět D4Y1 Model 11 se zesílenými nosníky křídla a upravenými brzdícími štíty, který byl určený k původnímu účelu - ke střemhlavému bombardování. V dubnu 1944 začal typ D4Y produkovat rovněž 11. námořní letecký arzenál s výrobním závodem v Hiró, který dodal celkem 215 letounů D4Y různých subverzí.
Verze s úchytem pro katapult z léta roku 1944 nesla označení D4Y1 Kai. Od roku 1944 došlo k zrychlení výroby, přičemž byla vyráběna zdokonalená verze D4Y2 Model 12 s motorem AE1P Acuta 32 o výkonu 1044 kW. Postupně docházelo k dalším modernizacím. Letouny této verze vybavené obranným kulometem ráže 13 mm byly značeny D4Y2a model 12A, subverze vybavené závěsy pro katapult pak model 22 a model 22A.
Z výroby nadále vycházely rovněž průzkumné verze, jejichž dolet byl obvykle zvyšován instalací dvou přídavných nádrží, s označením D4Y2-C model 12 a D4Y2-Ca model 12A.
Mezi letouny vyráběnými u 11. námořního leteckého arzenálu se objevily také noční stíhací D4Y2-S. Upravené standardní stroje byly zbaveny zařízení pro provoz na letadlových lodích a bombardování, avšak vybavené jedním kanónem typ 99 model 2 ráže 20 mm v zadní části trupu, tzv. Schräge Musik. Tyto málo efektivní letouny byly nasazeny proti nízkolétajícím B-29.

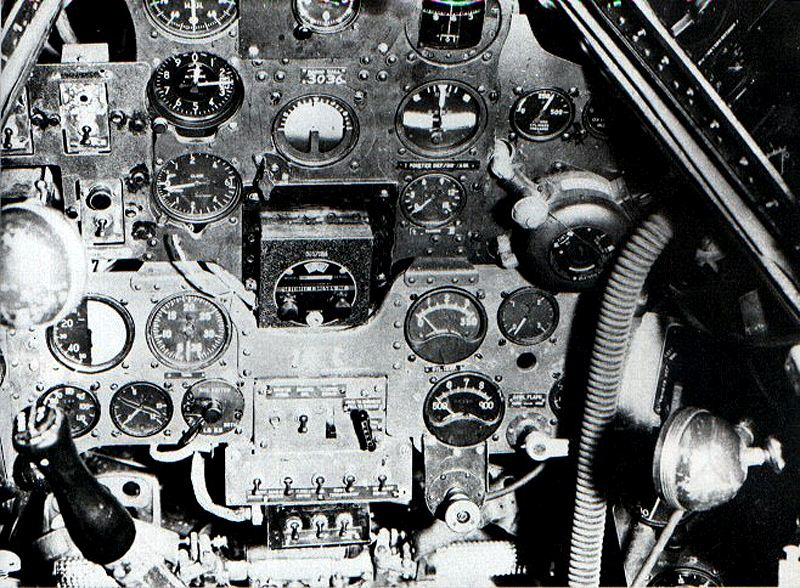
Palubní deska D4Y4 Suisei

Přestože se jinak jednalo o výkonné stroje, provázely je časté závady motorů, slabinou byla i jejich nedostatečná pasivní ochrana (absence pancéřování a samosvorných nádrží). Verze D4Y3 s prototypem z května 1944, měla již instalován nový čtrnáctiválcový vzduchem chlazený dvouhvězdicový motor Micubiši MK8P Kinsei 62 s výkonem 1 163 kW, který již nebyl tak chronicky poruchový, jako předešlé typy. Od července 1944 byl zahájen pozvolný přechod z výroby D4Y2 na D4Y3 a od září již z výrobních linek sjížděla pouze verze s hvězdicovým motorem, dodávaná ve dvou subverzích jako D4Y3 model 33 a D4Y3a model 33A. Druhá z nich byla vyzbrojena 13mm kulometem typ 2 v zadní kabině.
Od února roku 1945 se začaly v Eitoku vyrábět sebevražedné letouny D4Y4 Model 43, které byly pouze jednomístné a které měly 800 kg bombu polozapuštěnou do trupu. Pro zrychlení náletu na cíl byly opatřeny ještě navíc raketovými motory. Celková výroba této varianty dosáhla 296 kusů.

## Bojové užití

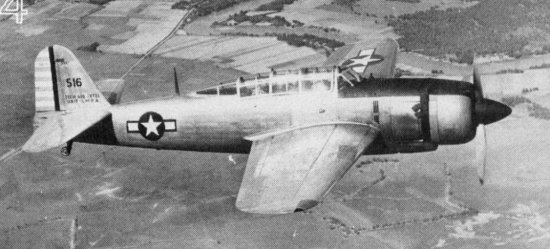
Jokosuka D4Y3 (Model 33) testovaný Američany po válce

Stroje D4Y byly užívány jako střemhlavé bombardéry na palubách letadlových lodích i z pozemních základen. Nahradily tak zastaralé Aiči D3A.
Poprvé měly D4Y zasáhnout při bitvě u Midway. Na letadlovou loď Sórjú měly být přiřazeny dva předsériové exempláře průzkumné varianty experimentálního palubního bombardéru model 13, později označované D4Y1-C. Jeden z nich byl ale ztracen buďto krátce před vyplutím anebo během plavby k Midway. V 8:32 (krátce po náletu B-17 z Midwaye) 4. června 1942 vyslala Sórjú jednu Suisei BII-201 na průzkum. Stroj pilotoval četař (一等飛行兵曹 ittó hikó heisó) Masatada Iida a na sedadle radisty seděl praporčík (飛行兵曹長 hikó heisóčó) Isamu Kondó. Ti v 11:10 objevili americkou TF 16. Kvůli nefunkční vysílačce ale zprávu o kontaktu nikdo nezachytil. Když se Iida vrátil, našel Sórjú v plamenech a proto přistál po 13:30 na Hirjú. Stroj šel později ke dnu spolu s lodí.
D4Y během II. světové války operovaly z celkem jedenácti letadlových lodí: Čijoda, Čitose, Džunjó, Hijó, Sórjú, Šinjó, Šókaku, Taijó, Unrjú, Unjó a Zuikaku. Z pozemních útvarů byly v největší míře užívány 121., 131., 503., 601., 634., 654. a 721. Kókútai společně s Jokosuka Kókútai a Kókútai Jihozápadních ostrovů. 
Poslední akcí D4Y byla neúspěšná sebevražedná mise na Okinawu, uskutečněná 15. srpna 1945 pod velením viceadmirála Matome Ugakiho.

## Specifikace (D4Y1)

Třípohledový nákres D4Y4

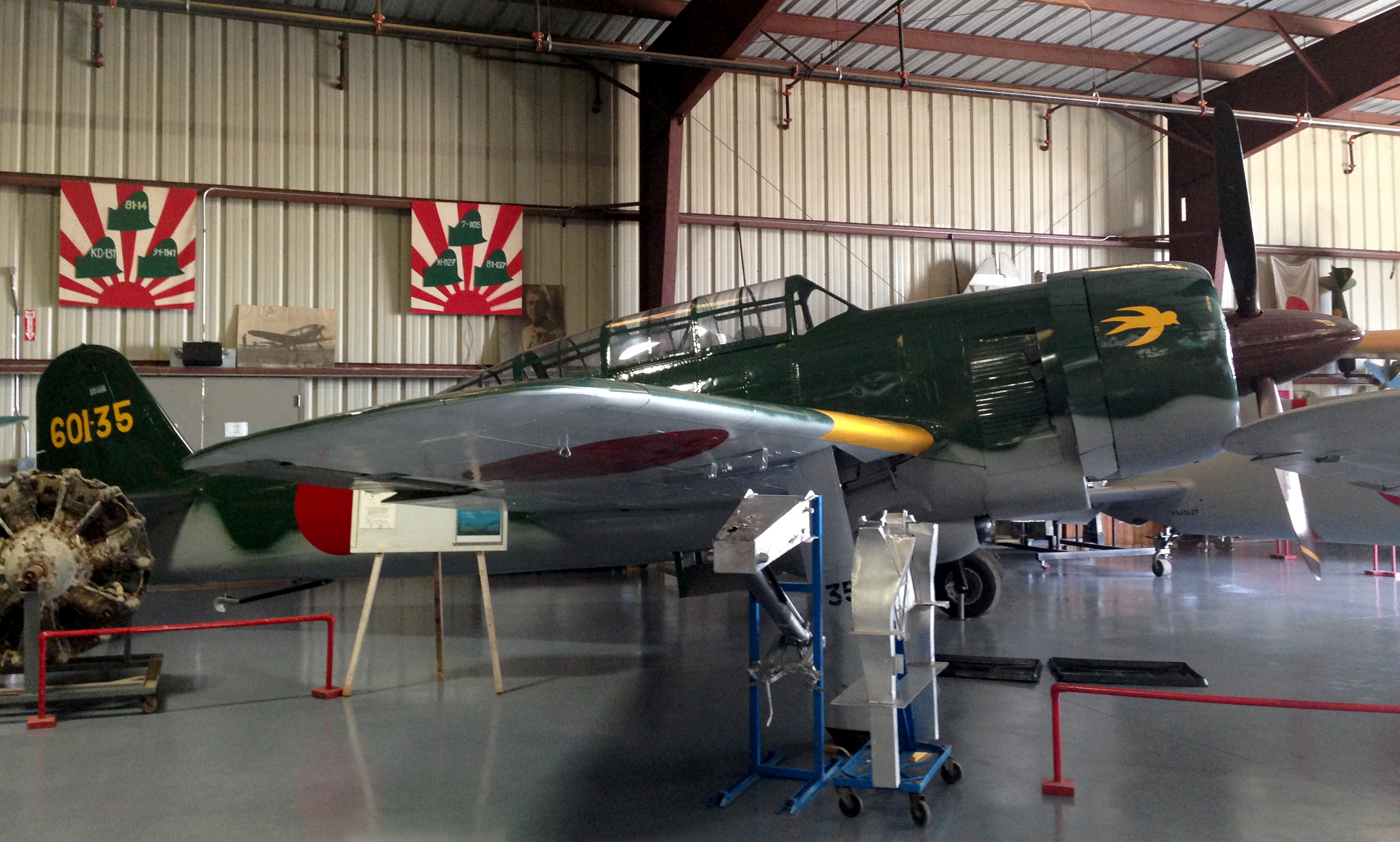
Jokosuka D4Y, Chino, Kalifornie

Údaje podle

### Technické údaje
- Osádka: 2
- Rozpětí: 11,50 m
- Délka: 10,22 m
- Výška: 3,63 m
- Nosná plocha: 23,60 m²
- Hmotnost prázdného letounu: 2440 kg
- Vzletová hmotnost: 3650 kg
- Maximální vzletová hmotnost: 4250 kg
- Pohonná jednotka: 1 × dvanáctiválcový vidlicový motor Aiči AE1A Acuta 12 s výkonem 895 kW[p 1]

### Výkony
- Max. rychlost ve výšce 4750 m: 552 km/h
- Přistávací rychlost: 140 km/h
- Výstup do 3000 m: 5,14 min
- Dostup: 9900 m
- Dolet: 1574 km

### Výzbroj
- 2 × pevný 7,7mm letecký kulomet typu 97
- 1 × pohyblivý 13mm kulomet typ 2
- 1 × puma až do hmotnosti 500 kg v pumovnici, 2 × 30kg puma pod křídly